# Dipartimento di Aboudeïa
Il dipartimento di Aboudeïa è un dipartimento del Ciad facente parte della provincia del Salamat. Il capoluogo è Aboudeïa.

## Comuni
Il dipartimento comprende i seguenti comuni:
- Abgué
- Aboudeïa
- Am Habilé